# Bahnhof Seelingstädt
Die Siedlung Bahnhof Seelingstädt und der Bahnhof sind ein Ortsteil von Seelingstädt-Dorf im Landkreis Greiz in Thüringen.

## Lage
Der Bahnhof Seelingstädt (b Werdau) und die Ansiedlung liegen nördlich der Kerngemeinde.
- Bahnstrecke Werdau–Mehltheuer
- Bahnstrecke Seelingstädt–Paitzdorf

## Geschichte
Im Ortsteil wohnten im Jahr 2012 insgesamt 851 Personen. Dieser Ortsteil hat mit dem Beginn des Baus der Bahnstrecke Werdau–Wünschendorf–Weida 1876 seine urkundliche Ersterwähnung erhalten. Wo einst Wald stand, entwickelten sich Dienst- und Wohngebäude sowie das Bahngelände mit damals wachsender Tendenz. Am 30. Mai 1999 wurde jedoch der Schienenpersonennahverkehr eingestellt.

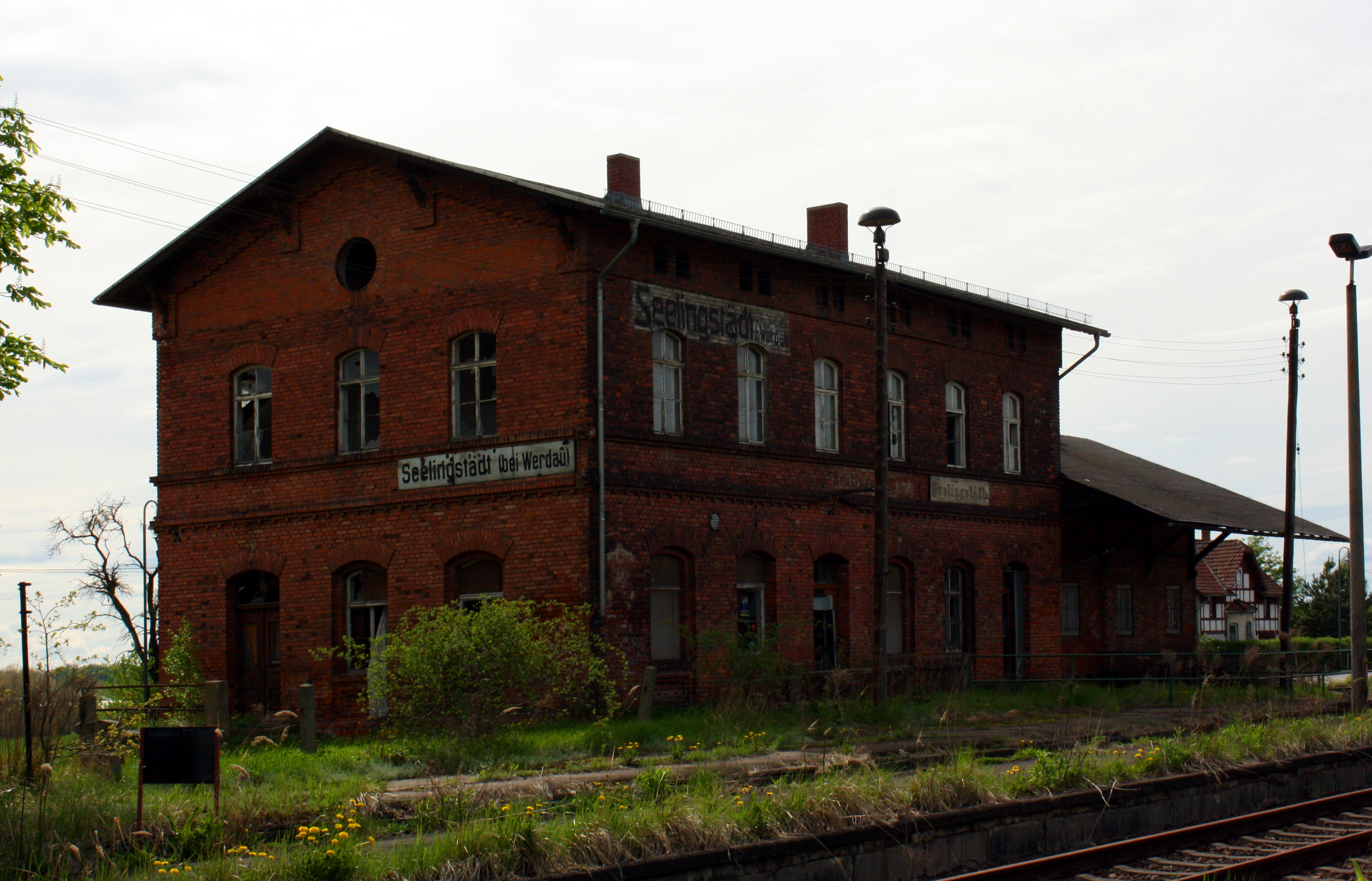
Bahnhof Seelingstädt (b Werdau), Empfangsgebäude (2013)
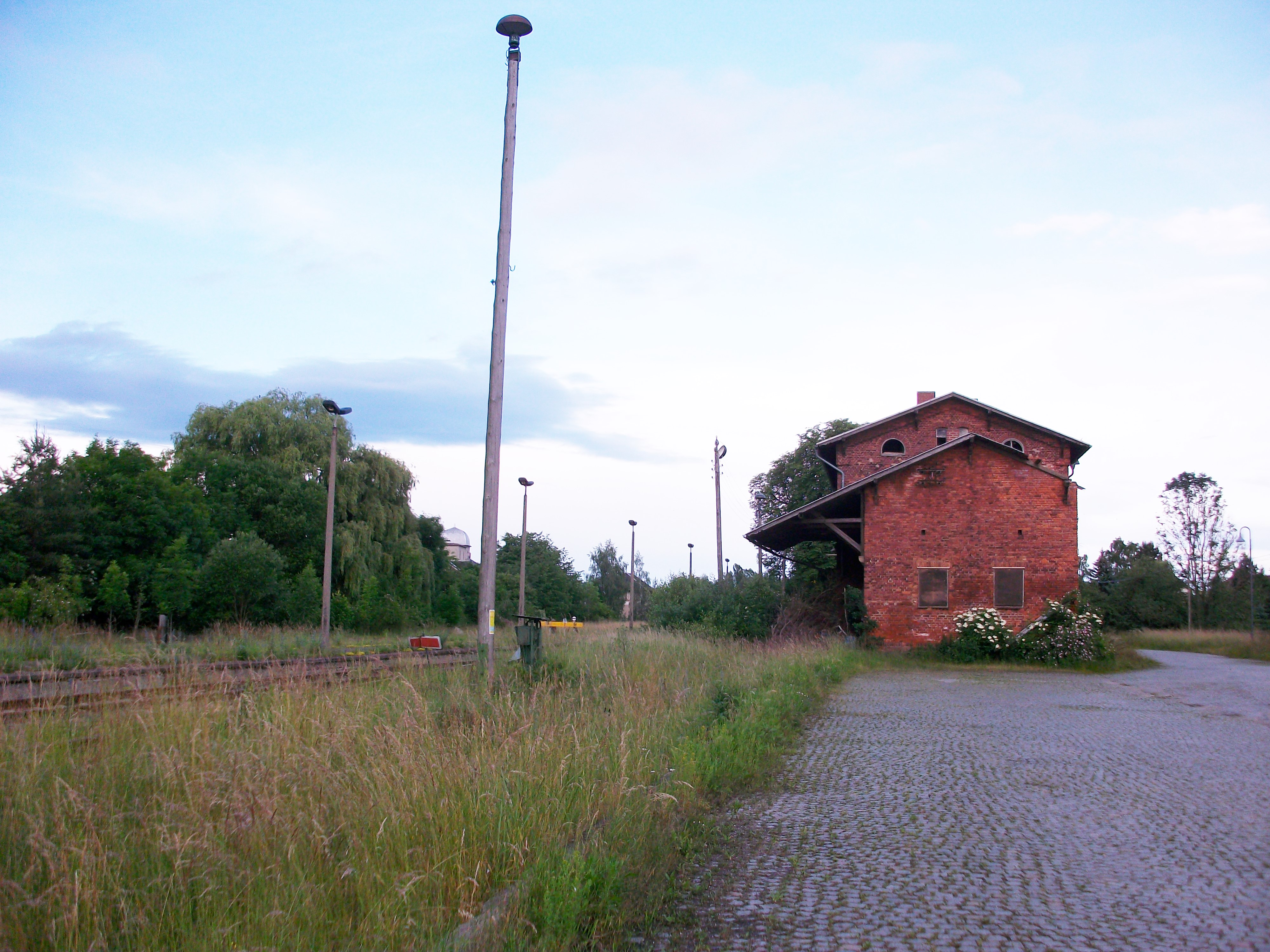
Bahnhof Seelingstädt (b Werdau), Empfangsgebäude (2016)
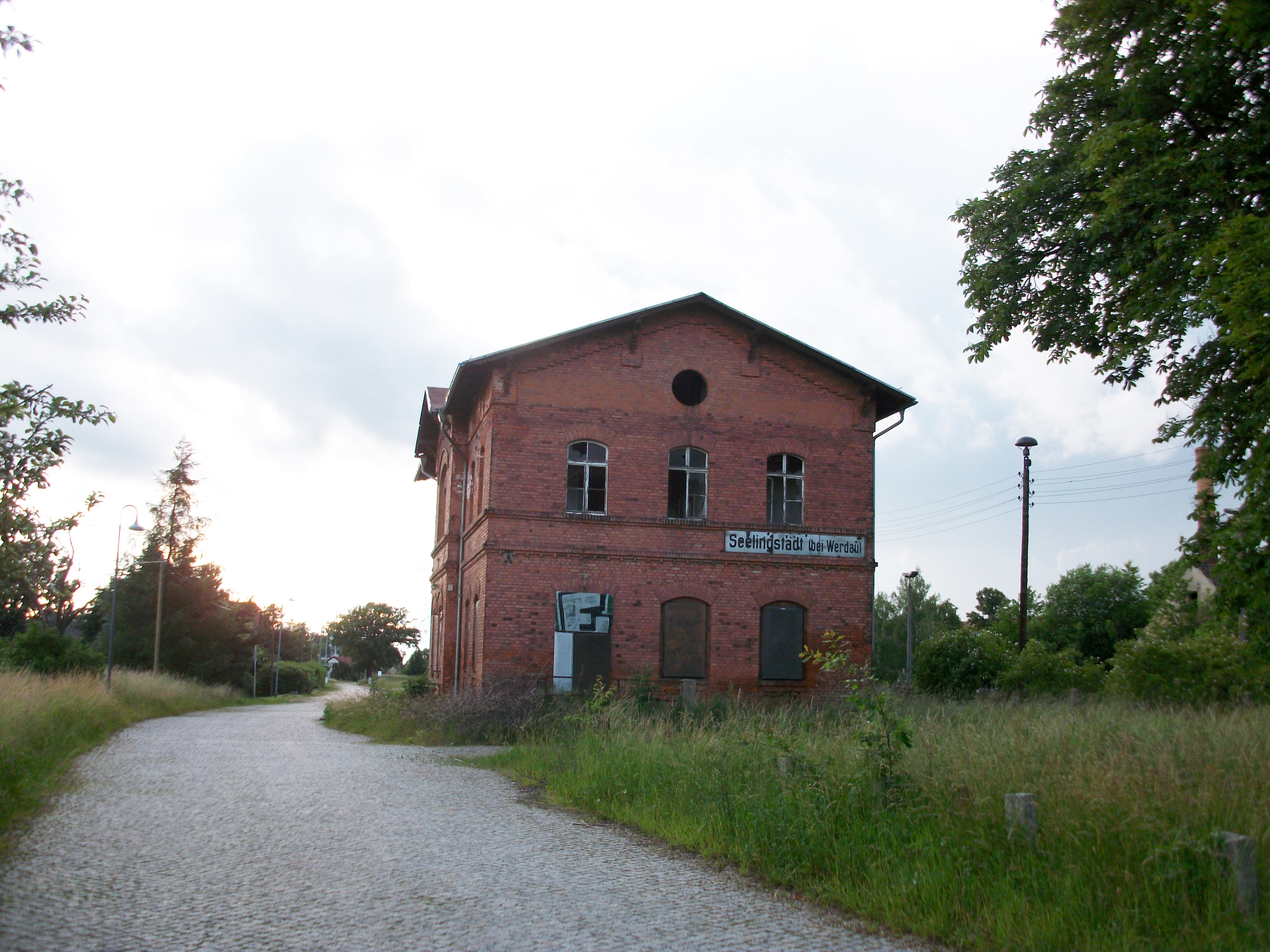
Bahnhof Seelingstädt (b Werdau), Empfangsgebäude (2016)
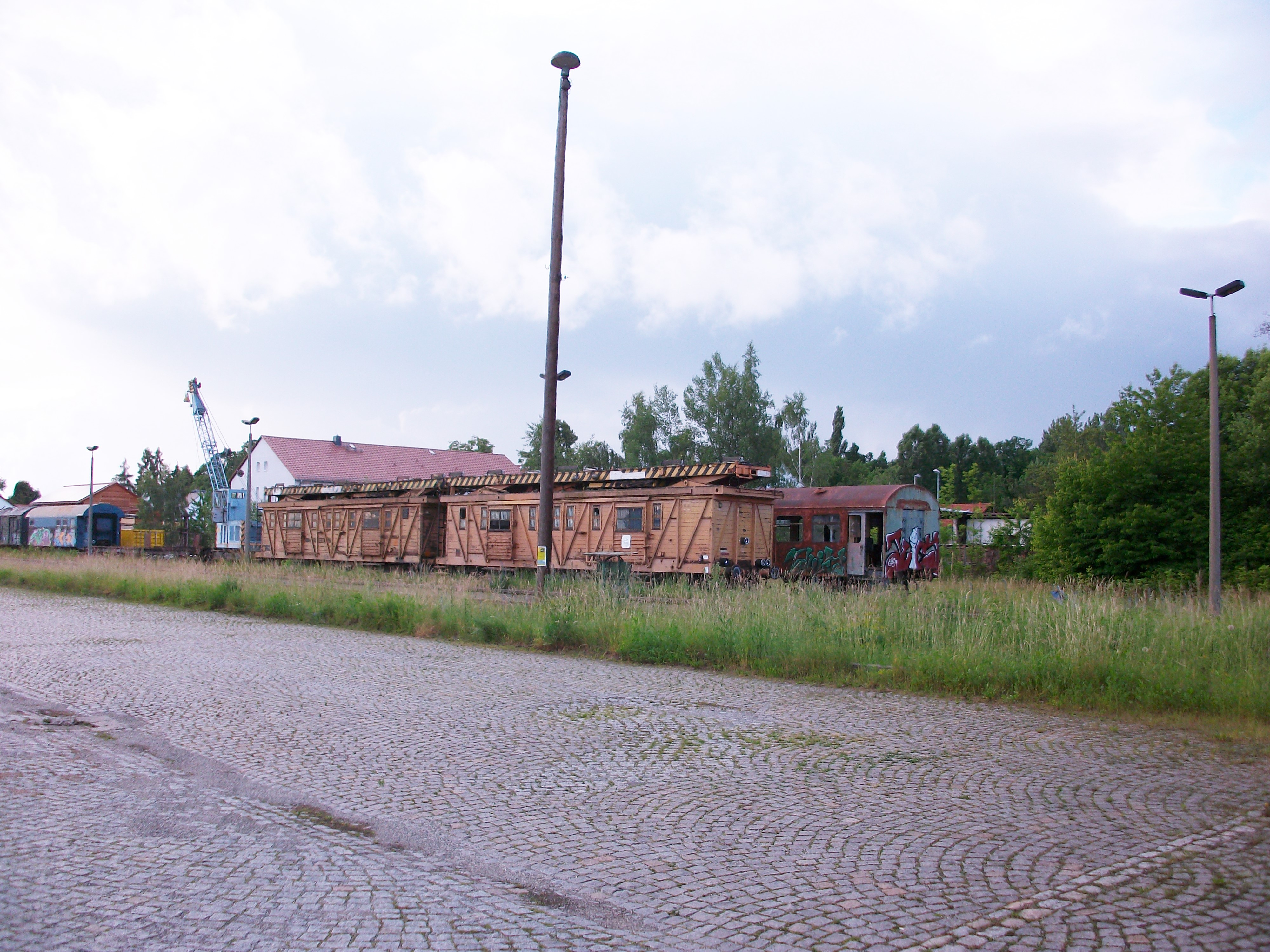
Bahnhof Seelingstädt (b Werdau), 2016
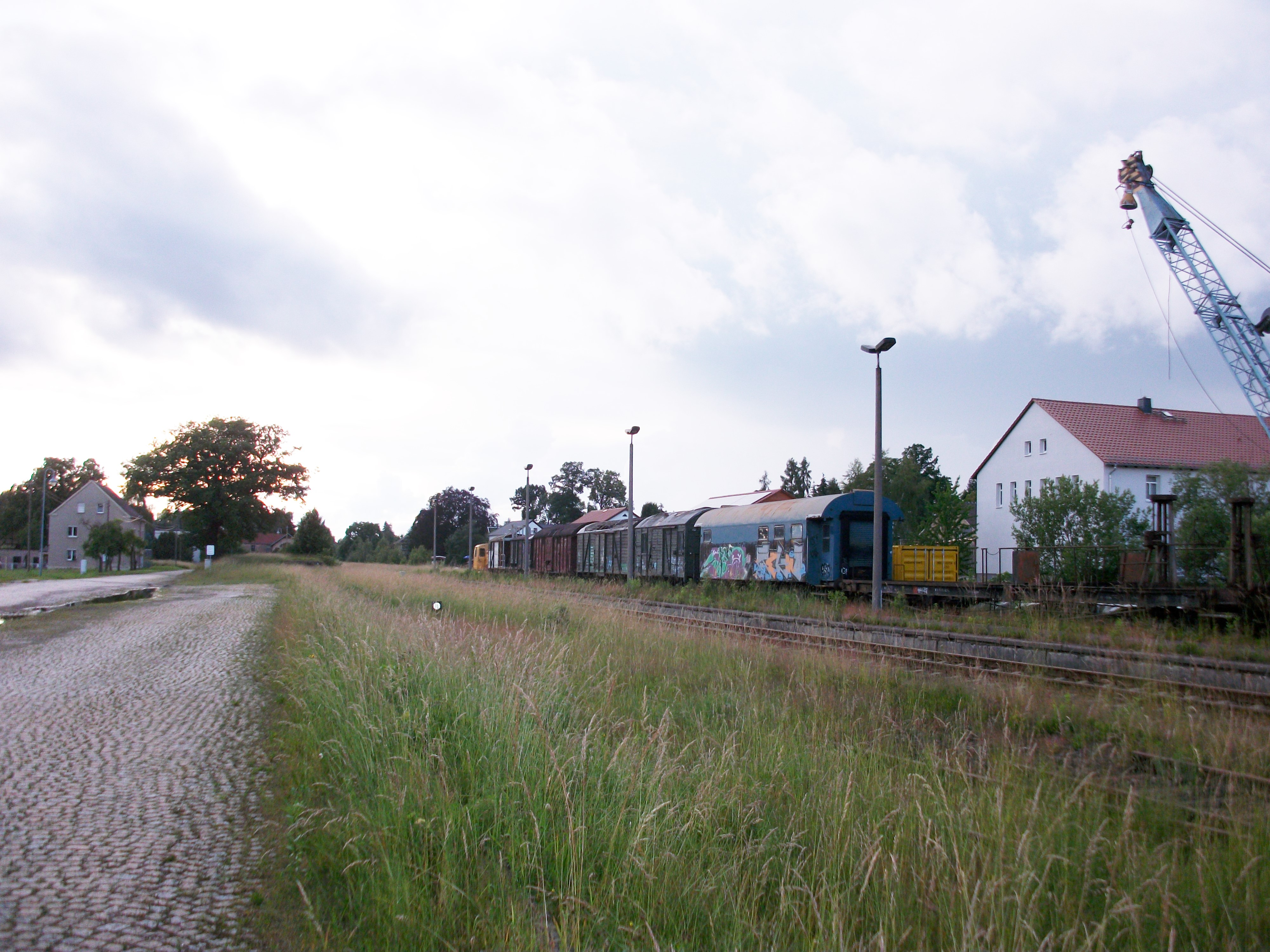
Bahnhof Seelingstädt (b Werdau), 2016